# Спригина
Спригина (Spriggina) е род животни със спорна класификация, тъй като бива класифициран или като ранен представител на многочетинестите червеи, или като членестоного, въпреки че класификацията му като членестоного често бива отхвърляна поради отсъствието на достатъчно прилики с типа. А някои учени, например Грегъри Реталак, смятат че спригина, както и други едиакарски вкаменелости често смятани за древни животни, са всъщност били праисторически лишеи.
Бива датиран от късния едиакарий, преди около 550 милиона години. Вкаменелостите му се намират в Южна Австралия в Едиакарските хълмове, и вида Spriggina floundersi става фосилна емблема на щата през 2017 година. Вкаменелости на рода не се намират никъде другаде.

## Откриване
Родът е открит от Рег Сприг през 1946 година в Едиакарските хълмове, които се намират на 650 км. на север от град Аделейд.

## Разпространение
Вкаменелости на Спригина са намирани само в едиакарските възвишения в щата Южна Австралия, от времето на горния едиакарий.

## Телесни характеристики
Спригина е сравнително дребно животно, като най-големият отпечатъчен фосил достига 46 милиметра на дължина и 11 милиметра широчина. Родът притежава огледално-транслационна симетрия, която се характеризира чрез комбинация от огледална симетрия спрямо дадена ос и транслация по същата ос (на английски: glide symmetry или glide reflection). Спригина има сегментирано плоско тяло с около 40 сегмента и несегментирана глава с формата на подкова. Възможно е видовете от рода да са били подвижни, но да не се хранят по начин, който би могъл да застраши повърхността на органичната материя, върху която са били разположени. Вкаменелости, в които малки индивиди от рода са намерени, показват, че водораслите служат като места, където спригина се развъжда. Възможно е видовете от рода спригина да са притежавали примитивни очи, но засега това подлежи на въпрос. Вероятно представителите на рода не са имали екзоскелет.